# Rezolucja Rady Bezpieczeństwa ONZ nr 1657
Rezolucja Rady Bezpieczeństwa ONZ nr 1657 została uchwalona 6 lutego 2006 podczas 5366. posiedzenia Rady, odbywającego się w Nowym Jorku.
Postanowienia rezolucji sprowadzają się do wyrażenia zgody na częściową relokację sił pokojowych ONZ stacjonujących w Afryce Zachodniej. Upoważnia ona Sekretarza generalnego do przerzucenia jednej kompanii piechoty z Misji ONZ w Liberii (UNMIL) do Misji ONZ na Wybrzeżu Kości Słoniowej (UNOCI). Decyzja ta będzie ważna tylko do dnia wygaśnięcia aktualnego mandatu UNMIL, czyli 31 marca 2006.